# Jean Behra
Jean Marie Behra (Nizza, 1921. február 16. – Berlin, 1959. augusztus 1.) francia autóversenyző.

## Pályafutása
Motorversenyzői pályafutását befejezve 1949-ben váltott át a négykerekűekre. Három évvel később a Gordini színeiben már Formula–1-es versenyeken indulhatott. Első idényében tizenegyedik lett az összetettben. Két évig még a Gordininél maradt, de elkedvtelenítette a rengeteg műszaki hiba, ezért 1955-ben átigazolt a Maserati gyári csapatához. Pauban és Bordeaux-ban két világbajnokságon kívüli futamot nyert, s több sportkocsiversenyen is győzött. 1956-ban negyedik lett összetettben, de karambolozott a Tourist Trophyn, és leszakadt az egyik füle. Legjobb nagydíj eredményét 1956-ban és 1957-ben érte el Argentínában, mindkétszer második lett. Pályafutása szomorú véget ért: egy németországi sportkocsiversenyen halálos balesetet szenvedett.

## Eredményei

### Teljes Formula–1-es eredménylistája
(Táblázat értelmezése)

(Félkövér: pole-pozícióból indult; dőlt: leggyorsabb kört futott) 

| Év   | Csapat       | 1       | 2       | 3      | 4       | 5      | 6      | 7      | 8      | 9      | 10     | 11     | Helyezés | Pont |
| ---- | ------------ | ------- | ------- | ------ | ------- | ------ | ------ | ------ | ------ | ------ | ------ | ------ | -------- | ---- |
| 1952 | Gordini      | SUI 3   | 500     | BEL Ki | FRA 7   | GBR    | GER 5  | NED Ki | ITA Ki |        |        |        | 11.      | 6    |
| 1953 | Gordini      | ARG 6   | 500     | NED    | BEL Ki  | FRA 10 | GBR Ki | GER Ki | SUI Ki | ITA    |        |        | –        | 0    |
| 1954 | Gordini      | ARG Kiz | 500     | BEL Ki | FRA 6   | GBR Ki | GER 10 | SUI Ki | ITA Ki | ESP Ki |        |        | 26.      | 0.14 |
| 1955 | Maserati     | ARG 6 * | MON 3 † | 500    | BEL 5 ‡ | NED 6  | GBR Ki | ITA 4  |        |        |        |        | 9.       | 6    |
| 1956 | Maserati     | ARG 2   | MON 3   | 500    | BEL 7   | FRA 3  | GBR 3  | GER 3  | ITA Ki |        |        |        | 4.       | 22   |
| 1957 | Maserati     | ARG 2   | MON     | 500    | FRA 6   | GBR Ki | GER 6  | PES Ki | ITA Ki |        |        |        | 11.      | 6    |
| 1958 | Ken Kavanagh | ARG 5   |         |        |         |        |        |        |        |        |        |        | 11.      | 9    |
| 1958 | BRM          |         | MON Ki  | NED 3  | 500     | BEL Ki | FRA Ki | GBR Ki | GER Ki | POR 4  | ITA Ki | MOR Ki | 11.      | 9    |
| 1959 | Ferrari      | MON Ki  | 500     | NED 5  | FRA Ki  | GBR    |        |        |        |        |        |        | 17.      | 2    |
| 1959 | Jean Behra   |         |         |        |         |        | GER NI | POR    | ITA    | USA    |        |        | 17.      | 2    |

## Fordítás
- Ez a szócikk részben vagy egészben  a   Jean Behra című angol Wikipédia-szócikk fordításán alapul.  Az eredeti cikk szerkesztőit annak laptörténete sorolja fel. Ez a jelzés csupán a megfogalmazás eredetét és a szerzői jogokat jelzi, nem szolgál a cikkben szereplő információk forrásmegjelöléseként.